# Pelješacbrug
De Pelješacbrug (Kroatisch: Pelješki most) is een tuibrug in het zuiden van Kroatië, tussen Komarna en het schiereiland Pelješac. De brug werd aangelegd over het Neretvanski-kanaal en vormt een onderdeel van de Nieuwe Zijderoute.
Door deze brug wordt de zuidelijke provincie Dubrovnik-Neretva met de rest van Kroatië verbonden. De Pelješacbrug was het belangrijkste deel van de ontbrekende schakel in de Kroatische A1, de "Dalmatina". Via de brug kan van en naar de regio rond Dubrovnik gereisd worden zonder bij Neum over Bosnisch grondgebied te rijden, wat door de passage van twee grensposten kon leiden tot urenlange vertraging.

## Geschiedenis
Met de bouw werd in 2007 begonnen, maar wegens financiële problemen werden de werkzaamheden in 2010 voortijdig stilgelegd. Met financiering door de Europese Unie werd de bouw op 30 juli 2018 hervat. De opdracht werd na een offerteaanvraag toegewezen aan de Chinese bouwgroep China Road and Bridge Corporation (CRBC). Dat was niet onomstreden; volgens het Oostenrijks bouwconcern Strabag was er sprake van prijsdumping door CRBC met financiële steun van de Chinese overheid. De Europese Rekenkamer was in een rapport kritisch over de keuze voor een Chinees bouwbedrijf en wees op een gebrek aan transparantie en het ontbreken van risicoanalyses bij projecten die China in Europa opzet. Hoofdauteur Annemie Turtelboom vroeg zich af waarom de Europese Unie 85% van de kosten voor haar rekening nam als het project door een Chinees bedrijf werd uitgevoerd.
De brug werd op 26 juli 2022 ingehuldigd. Minister Butković kondigde vooraf aan dat vanaf de ochtend van 26 juli 2022 iedereen welkom was om de brug te voet te betreden. Diezelfde avond was de officiële opening. Ongeveer een maand eerder ging het eerste cruiseschip onder de brug door.

## Ontwerp
Het oorspronkelijke ontwerp uit 2007 voor de brug had een langste overspanning van 563 meter. Dit ontwerp werd gewijzigd en de brug werd gebouwd als een tuibrug met in het midden vijf overspanningen van 285 meter breed, naar een ontwerp van de Sloveense ingenieur Marjan Pipenbaher. De totale lengte van de brug is 2.404 meter. De brug telt dertien overspanningen, waarvan er zeven met kabels uitgevoerd zijn - de vijf centrale overspanningen en twee aangrenzende overspanningen van 203,5 meter. De twee pylonen aan beide zijden van de 200 meter brede doorvaart met een hoogte van 55 meter, bereiken een hoogte van 98 meter boven zeeniveau. Van de zeebodem gemeten zijn ze 222 meter hoog.
Behalve de brug, moesten aan beide zijden van de brug toegangswegen worden gebouwd, waaronder twee tunnels op Pelješac (een met een lengte van 2.170 meter, en een van 450 meter) en twee kleinere bruggen op Pelješac (een van 500 meter en nog een 50 meter lang). De brug maakt geen deel uit van de snelweg A1 tussen Zagreb en Ploče, omdat hij slechts één rijstrook per rijrichting telt, met aan beide zijden een smallere pechstrook. De weg van Ploče over de brug naar Ston en verder naar het zuiden naar Dubrovnik is uitgevoerd als een vierstrooksweg.

## Rechtszaak
Omdat de brug volgens Bosnië en Herzegovina de toegang tot de internationale wateren van dat land zou afsluiten, dreigden ze juridische stappen te ondernemen bij de Europese Unie. De EU liet echter weten dat dit niet onder hun gezag viel.